# Insert (biologie moléculaire)
Pour les articles homonymes, voir Insert.
 (décembre 2023).
Si vous disposez d'ouvrages ou d'articles de référence ou si vous connaissez des sites web de qualité traitant du thème abordé ici, merci de compléter l'article en donnant les références utiles à sa vérifiabilité et en les liant à la section « Notes et références ».
En biologie moléculaire, un insert est une molécule d'ADN bicaténaire et linéaire qui s'insère dans un vecteur ouvert.
Exemple de vecteur : Chromosome artificiel dérivé du phage P1.